# PAD
Um PAD — sigla para Portable Application Description (Descrição Portátil de Aplicativo) — é um formato de documento cujo objetivo é descrever um programa de computador, com informações sobre o tipo do programa, suas características e, principalmente, sua versão. Ele possibilita que o desenvolvedor atualize os dados a respeito de seu programa em um único local, centralizando a informação e poupando tempo.
O padrão, desenvolvido pela Association of Shareware Professionals, é baseado em XML, o que significa que ele pode ser lido por um programa de computador, possibilitando atualizações das informações sobre o programa em sites que utilizem automação para tal, poupando trabalho ao webmaster. De fato, tal funcionalidade foi a principal motivação para o desenvolvimento do PAD.